# 灵泉街道 (宜春市)
灵泉街道，是中华人民共和国江西省宜春市袁州区下辖的一个乡镇级行政单位。

## 行政区划
灵泉街道下辖以下地区：
朝阳社区、龙泉社区、灵泉社区、鼓楼社区、黄泥塘社区、五眼井社区、大坪社区、春台社区、鹧鸪社区、考棚社区和东城社区。